# Milhavet
Milhavet is een gemeente in het Franse departement Tarn (regio Occitanie) en telt 85 inwoners (2009). De plaats maakt deel uit van het arrondissement Albi.

## Geografie
De oppervlakte van Milhavet bedraagt 4,4 km², de bevolkingsdichtheid is dus 19,3 inwoners per km².
De onderstaande kaart toont de ligging van Milhavet met de belangrijkste infrastructuur en aangrenzende gemeenten.

## Demografie
Onderstaande figuur toont het verloop van het inwonertal (bron: INSEE-tellingen).